# Iványi Miklós
Iványi Miklós (Endrőd, 1940. október 31. – Budapest, 2013. december 21.) a Pécsi Tudományegyetem Műszaki és Informatikai Karának professor emeritusa.
A középiskolát 1954–58 között abban a békéscsabai Vásárhelyi Pál Műszaki Szakközépiskolában végezte színjelesen, melyet édesapja alapított és első igazgatója volt. Ezt idősebb korában is büszkén hangoztatta.
Munkássága utolsó 10 évét a Pécsi Tudományegyetem Pollack Mihály Műszaki és Informatikai Karán töltötte. Kiemelkedő szerepe volt a pécsi építőmérnök egyetemi szak beindításában és meghonosításában. Pécsi munkásságának legmeghatározóbb vonása a kar tudományos életének egyetemi szintre emelése, megszervezése. Megalapította a ma már nemzetközi rangú Pollack Periodica kari tudományos folyóiratot, és meghatározó szerepet töltött be a Breuer Marcell Doktori Iskolában mint törzstag és a Doktori Iskola PhD területének vezetője.
Pályája során kiterjedt szakmai-közéleti tevékenységet folytatott hazai és nemzetközi szervezetek tagjaként, ezen kívül rangos nemzetközi tudományos folyóiratok szerkesztőbizottságainak volt tagja, sok segítséget nyújtva fiatal hazai kutatók publikációinak megjelentetésében. Tudományos szervező tevékenysége során több mint 30 nemzetközi tudományos konferenciának főszervezője és szervezőbizottsági tagja volt.
Ötvenéves oktatói pályája során végig az építőmérnök képzésben, az acélszerkezetek tárgykörben a legfontosabb törzstárgyakat oktatta magyar és angol nyelvű képzésben. Hallgatói körében igen népszerű híres előadó, tanáregyéniség volt. Több jelentős nemzetközi oktatási projektben tematikák kidolgozásában tevékenykedett. Ezek célja az acélszerkezeti tervezés egységes európai szemléletmódjának kidolgozása volt a hazai és nemzetközi hallgatóság számára.
A tudományos kutatásai kapcsán számos hallgató doktori, majd később PhD -képzésében témavezető volt. Ezen hallgatók itthon, valamint a világ különböző egyetemein ma már vezető professzorokként viszik tovább szellemi örökségét.
Iványi professzor élethosszig tartó kutatómunkájának eredményeit közel 40 tudományos könyv, több mint 220 tudományos cikk és számos CD foglalja össze. Nagylelkűségéről tanúskodik, hogy e teljes életművet a PTE Pollack Mihály Műszaki és Informatikai Kar könyvtárának adományozta.

## További tanulmányai és tudományos fokozatai
- Okleveles mérnök, Építőipari és Közlekedési Műszaki Egyetem, Mérnöki Kar, 1963;
- Műszaki tudomány kandidátusa, MTA, Tudományos minősítő Bizottság, 1973;
- Műszaki doktor (Dr. techn.), Budapesti Műszaki Egyetem, Építőmérnöki Kar, 1974;
- Műszaki tudomány doktora, MTA, Tudományos Minősítő Bizottság, 1983;
- Doktor (PhD), Budapesti Műszaki Egyetem, 1997;
- Széchenyi Professzori Ösztöndíj, Oktatási Minisztérium, 1999-2002.

Hosszú tudományos kutatói, oktatói és szakmai pályája során 40 évig volt a Budapesti Műszaki és Gazdaságtudományi Egyetemnél, illetve jogelődjeinél különböző beosztásokban, a tanársegédtől a rektorhelyettesig és professzori fokozatig. Rektorhelyettesként Magyarországon elsőként az 1980-as években megszervezte az idegen nyelvű építőmérnöki képzést.
- 1963-1966: egyetemi tanársegéd, Építőipari és Közlekedési Műszaki Egyetem;
- 1966-1974: egyetemi adjunktus, Építőipari és Közlekedési Műszaki Egyetem;
- 1974-1984: egyetemi docens, Budapesti Műszaki Egyetem;
- 1982-1988: rektorhelyettes, Budapesti Műszaki Egyetem;
- 1984-2007: egyetemi tanár, Budapesti Műszaki Egyetem;
- 1986-1999: tanszékvezető, Acélszerkezetek Tanszék, Budapesti Műszaki Egyetem;
- 1995-2002: kutatócsoport vezető, MTA-BME "Tartószerkezetek Méretezéselmélete Kutatócsoport";
- 2003-2004: egyetemi tanár, tudományos tanácsadó, Pécsi Tudományegyetem Pollack Mihály Műszaki és Informatikai Kar;
- 2004-: egyetemi tanár, Breuer Marcell Doktori Iskola PhD területének vezetője, Pécsi Tudományegyetem Pollack Mihály Műszaki és Informatikai Kar.